# Gärde
För andra betydelser, se Gärde (olika betydelser).
Gärde betydde ursprungligen hägnad, men har senare kommit att beteckna den sammanhängande, till ett skifte hörande åkerjorden.
Före 1800-talets jordbruksreformer var varje gärde indelat i långsmala åkerremsor, tegar, tillhörande olika gårdar, och svenska bondbyars inägomark var vanligen indelad i två eller tre gärden beroende på om man praktiserade tvåsäde eller tresäde. Något av dessa gärden låg varje år i träda eller utgjorde betesmark. Mellan gärdena gick fägator ut från bytomten till utmarken där kreaturen vallades.
En sydsvensk benämning för gärde i betydelsen åkerjord är vång.
Särskilt i Norrland och Finland har ordet formerna gärda och gära. I norr kunde en gära vara ett nybygge, en röjning i fjällnära skog.

## Gärde i betydelsen hägnad
Inom renskötseln används ordet gärde i ursprunglig betydelse för att beteckna inhägnader som används för att hålla samman renarna i samband med mjölkning, kalvmärkning, skiljning eller slakt. Även i Sydsverige har användningen av ordet i betydelsen hägnad levt kvar.